# AVN Award de l'interprète féminine de l'année
L'AVN Award de l'interprète féminine de l'année (Female Performer Of The Year en anglais) est une récompense pornographique décerné chaque mois de janvier à Las Vegas, Nevada lors de la cérémonie des AVN Awards parrainée et présentée par le magazine américain de l'industrie de la vidéo pour adultes Adult Video News (AVN).
Chaque année et depuis 1993, le prix est décerné à l'interprète qui a créé l'œuvre la plus remarquable au cours de la période d'éligibilité. Les lauréates sont votées par un panel de juges nommés par AVN Media Network.
L’actrice Ashlyn Gere, également membre de l’AVN Temple de la Renommée, fut la première interprète a remporté le prix en 1993. Tori Black a été la première interprète à remporter le prix deux années consécutives en 2010 et 2011 ,. Angela White est la première interprète à avoir remporté le prix trois fois d’affilé en 2018, 2019, 2020. Lors de la 40e cérémonie, Kira Noir devient la première interprète noire à remporter le prix dans l’histoire des AVN Awards.

## Palmarès par années

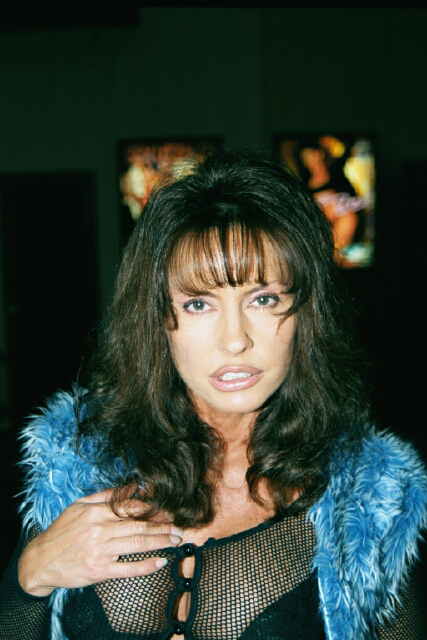
Ashlyn Gere fut la première interprète à remporter le prix en 1993.

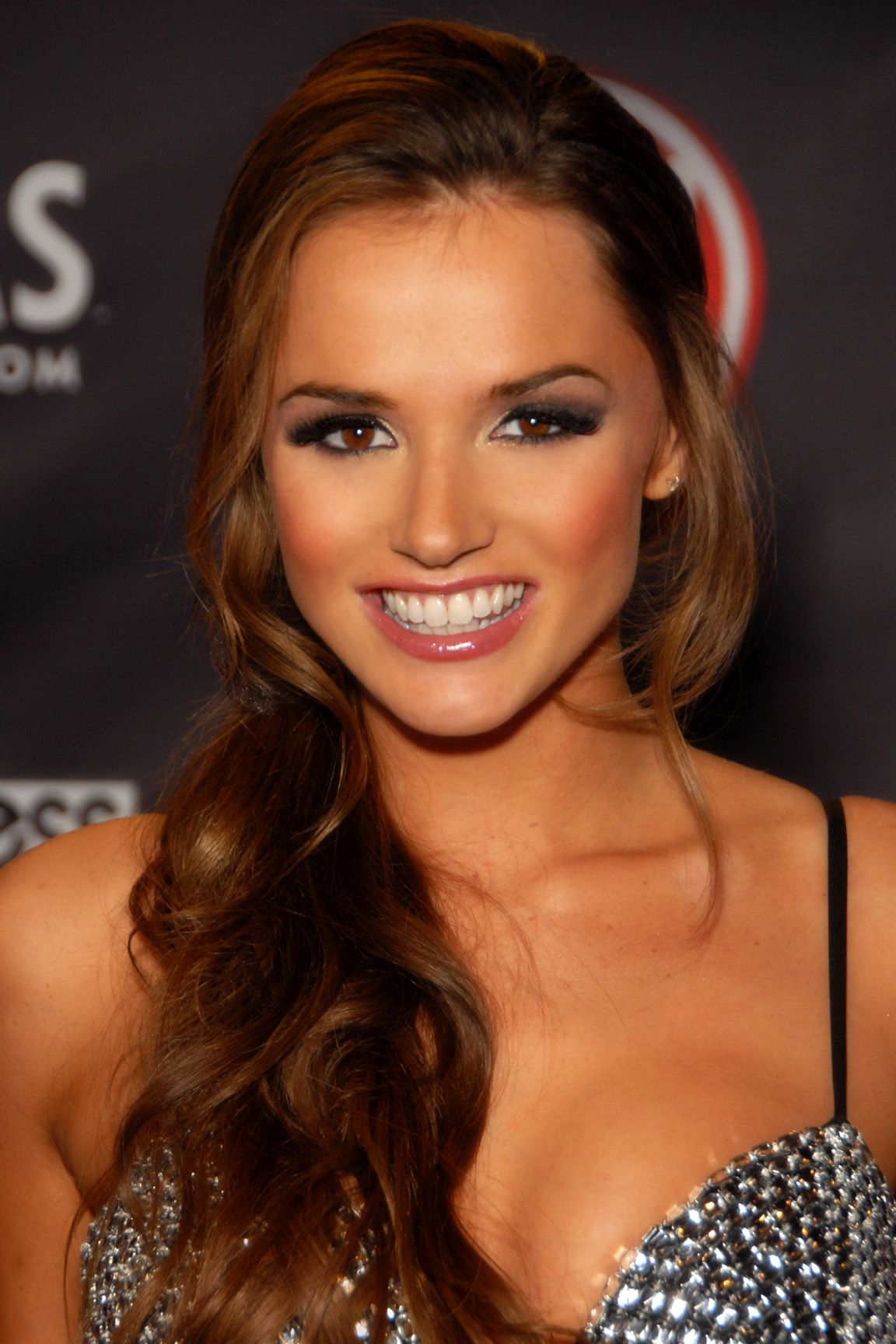
Tori Black, première interprète à remporter le prix deux années consécutivement.

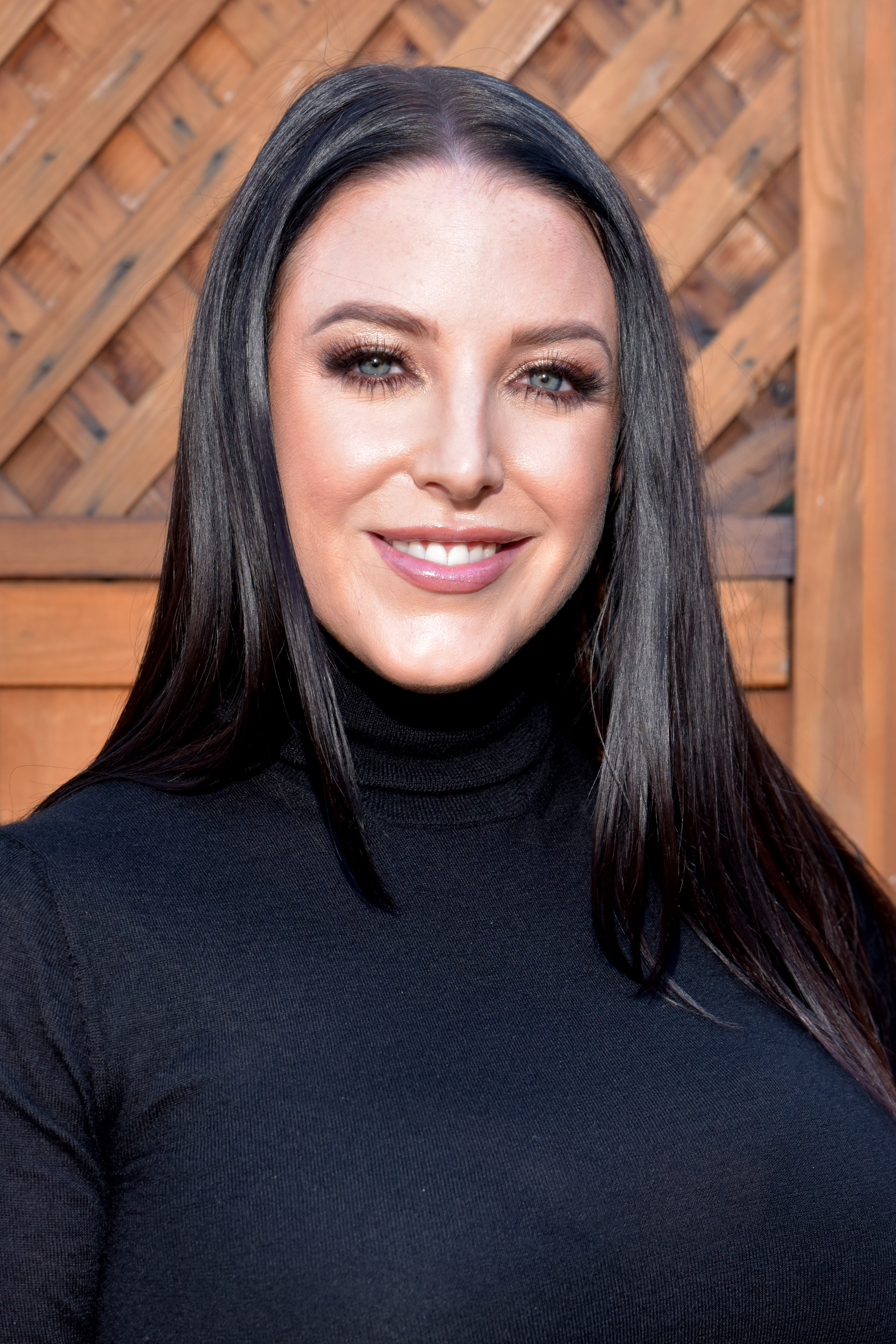
Angela White, première interprète à remporter le prix trois années consécutivement.

### Années 1990
- 1993: Ashlyn Gere[6]
- 1994: Debie Diamond[7]
- 1995: Asia Carrera[8]
- 1996: Kaitlyn Ashley[9]
- 1997: Missy[10]
- 1998: Stephanie Swift[11]
- 1999: Chloe[12]

### Années 2000
- 2000: Inari Vashs[13]
- 2001: Jewel De'Nyle[14]
- 2002: Nikita Denise[15]
- 2003: Aurora Snow[16]
- 2004: Ashley Blue[17]
- 2005: Lauren Phoenix[18]
- 2006: Audrey Hollander[19]
- 2007: Hillary Scott[20]
- 2008: Sasha Grey[21]
- 2009: Jenna Haze[22]

### Années 2010
- 2010: Tori Black[23]
- 2011: Tori Black[24]
- 2012: Bobbi Starr[25]
- 2013: Asa Akira[26]
- 2014: Bonnie Rotten[27]
- 2015: Anikka Albrite[28]
- 2016: Riley Reid[29]
- 2017: Adriana Chechik[30]
- 2018: Angela White[31]
- 2019: Angela White[32]

### Années 2020
- 2020: Angela White[33]
- 2021: Emily Willis[34]
- 2022: Gianna Dior[35]
- 2023: Kira Noir[35]
- 2024 : Vanna Bardot [36]
- 2025 : Anna Claire Clouds [37]